# Космос-1707
Космос-1707 је један од преко 2400 совјетских вјештачких сателита лансираних у оквиру програма Космос.
Космос-1707 је лансиран са космодрома Плесецк, СССР, 12. децембра 1985. Ракета-носач Ф-2 је поставила сателит у орбиту око планете Земље. 